# Orogène du Nouveau-Québec

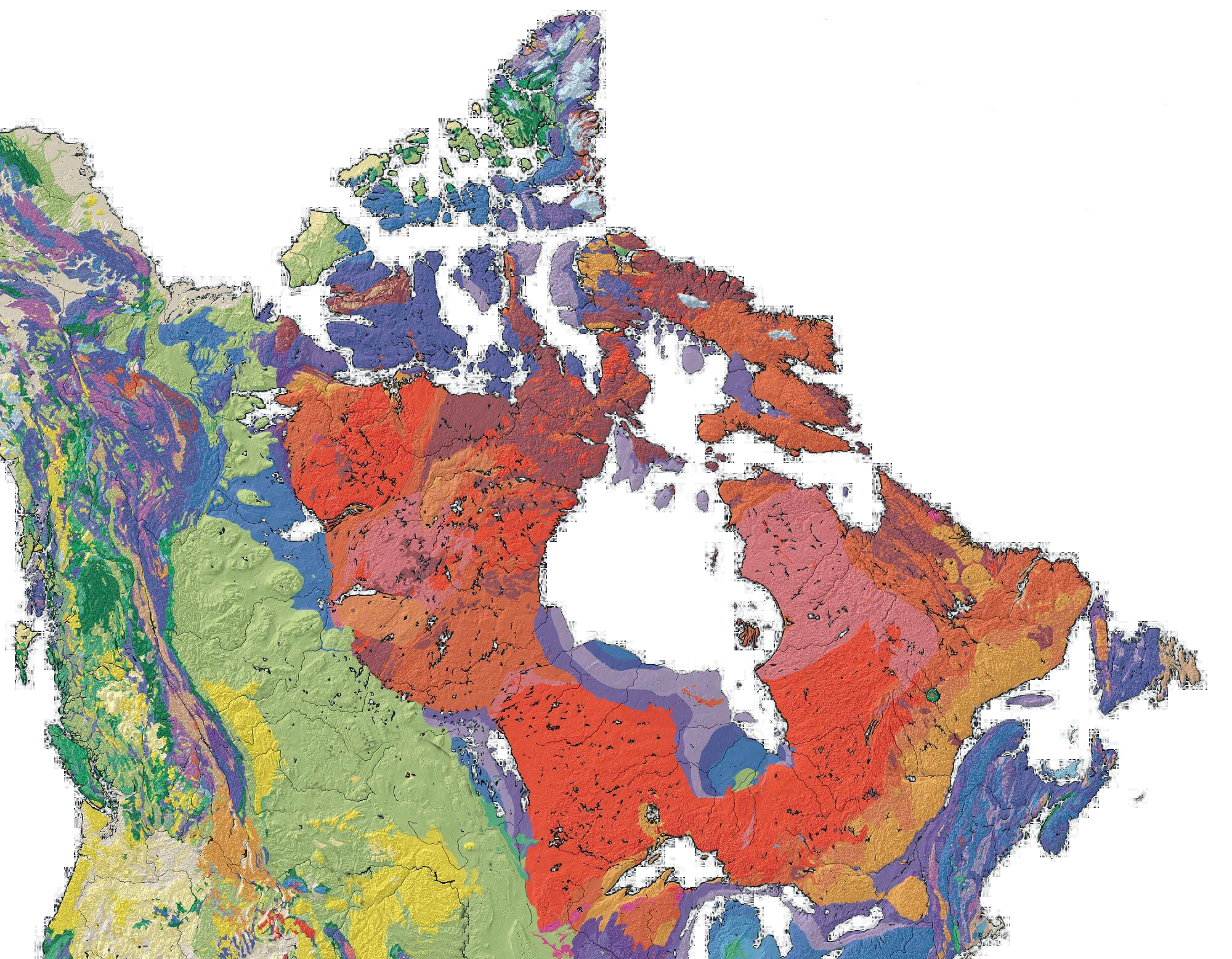
Carte géologique du Canada.

L'orogène du Nouveau-Québec, aussi connu sous le nom fosse du Labrador est une bande étroite de roches sédimentaires et ignées large de 160 km et longue de 1 200 km qui traverse le nord du Québec (Canada) du lac Manicouagan au détroit d'Hudson. Cette ceinture orogénique d'âge protérozoïque sépare deux blocs adjacents d'origine archéenne, les provinces du Supérieur et de Rae du Bouclier canadien. 
La « fosse », comme elle est appelée familièrement par les géologues, est connue pour ses riches gisements de fer, et renferme de nombreux autres métaux dont le manganèse, le nickel, le cuivre, le palladium, le platine, le zinc, l'or, l'uranium, le zirconium, l'yttrium, le niobium, le béryllium et les terres rares.
La reconnaissance géologique de cette zone a débuté à la fin du XIXe siècle avec les expéditions d'Albert Peter Low pour le compte de la Commission géologique du Canada, entre 1892 et 1899. La recherche intensive du fer a débuté en 1929, suivie quelques années plus tard de la recherche pour des métaux de base.
L'exploitation des gisements miniers de l'orogène du Nouveau-Québec constitue un objectif majeur du Plan Nord, une initiative de développement économique dans le Nord-du-Québec annoncée par le gouvernement du Québec en 2011.